# Multiclavula vernalis
Multiclavula vernalis é uma espécie de fungo pertencente à família Clavulinaceae.